# Marquesado de Valdefuentes
El marquesado de Valdefuentes es un título nobiliario español creado el 20 de agosto de 1616 por el rey Felipe III a favor de Álvaro de Sande y Enríquez.
Este título se creó en sustitución de marquesado de la Piovera, que el rey Felipe II había creado en 1573 para Álvaro de Sande y Golfín de Paredes, señor de Valdefuentes, abuelo de Álvaro de Sande y Enríquez, III y último marqués de la Piovera, convertido en I marqués de Valdefuentes.
Su denominación hace referencia al municipio de Valdefuentes, perteneciente a la provincia de Cáceres.

## Marqueses de Valdefuentes
|                                  | Titular                                             | Periodo                 |
| Creación por Felipe III          | Creación por Felipe III                             | Creación por Felipe III |
| -------------------------------- | --------------------------------------------------- | ----------------------- |
| I                                | Álvaro de Sande y Enríquez                          | 1616-¿?                 |
| II                               | Ana de Sande y Padilla                              | ¿?-1659                 |
| III                              | Agustín de Láncaster y Sande Padilla                | 1659-1720               |
| IV                               | Fernando de Láncaster y Noroña                      | 1720-1717               |
| V                                | Juan Manuel de Láncaster Sande y Silva              | 1717-1733               |
| VI                               | Juan Antonio de Carvajal y Láncaster                | 1733-1747               |
| VII                              | Manuel Bernardino de Carvajal y Zúñiga              | 1747-1783               |
| VIII                             | Ángel María de Carvajal y Gonzaga                   | 1783-1793               |
| IX                               | Manuel Guillermo de Carvajal y Fernández de Córdoba | 1793-1816               |
| X                                | Ángel María de Carvajal y Fernández de Córdoba      | 1816-1838               |
| XI                               | Ángel María de Carvajal y Téllez-Girón              | 1839-1890               |
| XII                              | Guillermo de Carvajal y Jiménez de Molina           | 1890-1931               |
| Rehabilitación por Juan Carlos I |                                                     |                         |
| XIII                             | José Manuel de Zuleta y Carvajal                    | 1981-1992               |
| XIV                              | José Manuel de Zuleta y Alejandro                   | 1998-actual titular     |

## Historia de los marqueses de Valdefuentes
- Álvaro Sande y Enríquez (n. 1580), I marqués de Valdefuentes[3] (como sustitución de III marqués de la Piovera), caballero de la Orden de Alcántara, gentilhombre de boca de Felipe III.[3]

Casó con Mariana de Padilla y Mendoza, hija de Antonio de Padilla, caballero de la Orden de Calatrava y comendador de las casas de Cardona, y de su esposa, Mariana de Padilla y Mendoza. Le sucedió su hija:
- Ana de Sande Padilla y Bobadilla (1610-1659), II marquesa de Valdefuentes,[4] II condesa de la Mejorada y dama de la reina Isabel de Borbón.[3] Ella y su esposo fueron los fundadores, en 1663, del convento de San Agustín en Valdefuentes.[5]

Casó el 15 de julio de 1627 con Alfonso de Láncaster y Láncaster, I duque de Abrantes, I marqués de Puerto Seguro y I marqués de Sardoal (con ducado), bisnieto del rey Juan II de Portugal, hijo de Álvaro de Láncaster, III  duque de Aveiro. Le sucedió su hijo:
- Agustín de Láncaster y Sande Padilla (Lisboa, 1639-23 de febrero de 1720), III marqués de Valdefuentes,[3] II duque de Abrantes,[6] II marqués de Puerto Seguro, II marqués de Sardoal y III conde de la Mejorada.[3]

Casó, el 8 de noviembre de 1656, con Juana de Noroña y Castro, hija del duque de Linares. Le sucedió su hijo:
- Fernando de Láncaster y Noroña (1641-Ciudad de México, 3 de junio de 1717), IV marqués de Valdefuentes,[3] III duque de Linares[3] y gobernador y virrey de Nueva España.

Casó en 1686 con Leonor de Silva y Portocarrero. Fueron padres de dos hijos que murieron en la infancia. Le sucedió su hermano:
- Juan Manuel de Láncaster Sande y Silva (m. Madrid, 1 de noviembre de 1733), V marqués de Valdefuentes[7] III duque de Abrantes,[6] IV duque de Linares,[3] III marqués de Sardoal, IV marqués de Puerto Seguro y IV conde de la Mejorada,[3] obispo de Málaga,[3] obispo de Cuenca y patriarca de las Indias Occidentales.[3] Sin descendientes. Le sucedió su sobrino, hijo de su hermana María Josefa de Láncaster y Noroña y de su esposo Bernardino Carvajal y Vivero (1668-1728), II conde de la Quinta de la Enjarada:[8]

- Juan Antonio de Carvajal y Láncaster (Cáceres, 22 de mayo de 1688-1 de agosto de 1747), VI marqués de Valdefuentes,[8] IV duque de Abrantes,[6] V duque de Linares,[8] IV marqués de Sardoal, V marqués de Puerto Seguro, V conde de la Mejorada y III conde de la Quinta de la Enjarada.[8]

Casó el 16 de septiembre de 1734, en Madrid, con Francisca de Paula de Zúñiga y Arellano.(m. 13 de mayo de 1742), marquesa de Aguilafuente. Le sucedió su hijo:
- Manuel Bernardino de Carvajal y Zúñiga (Cáceres, 13 de diciembre de 1739-Cáceres, 6 de diciembre de 1783),[9] VII marqués de Valdefuentes, V duque de Abrantes,[6] VI duque de Linares,[8]  V marqués de Sardoal, VI marqués de Puerto Seguro, X conde de Villalba, IV conde de la Quinta de la Enjarada, VI conde de la Mejorada, XII marqués de Aguilafuente IV conde de la Quinta de la Enjarada, VI conde de la Mejorada, XII marqués de Aguilafuente,  XV conde de Aguilar de Inestrillas[8] y consiliario de la Real Academia de Bellas Artes de San Fernando desde 1770.[9]

Casó, el 13 de diciembre de 1758, con María Micaela Gonzaga y Caracciolo (m. 9 de abril de 1777), hija del príncipe Francesco Gonzaga, I  duque de Solferino y de Giulia Quiteria Caracciolo. Le sucedió su hijo:
- Ángel María de Carvajal y Gonzaga (Madrid, 2 de marzo de 1771-13 de mayo de 1793), VIII marqués de Valdefuentes,[8] VI duque de Abrantes,[10] VII duque de Linares,[8]  VI marqués de Sardoal, VII marqués de Puerto Seguro, VIII marqués de Navamorcuende,[8]  V conde de la Quinta de la Enjarada, XVI conde de Aguilar de Inestrillas, VII conde de la Mejorada, XIII marqués de Aguilafuente y XI marqués de Villalba.[8]

Casó, en 1788, con María Vicenta Soledad Fernández de Córdoba y Pimentel, hija de Pedro de Alcántara Fernández de Córdoba, XII duque de Medinaceli, y de su segunda esposa, María Petronila de Alcántara Enríquez y Cernesio, VII marquesa de Mancera, grande de España.  Le sucedió su hijo:
- Manuel Guillermo de Carvajal y Fernández de Córdoba (Madrid, 1790-1816[8]), IX marqués de Valdefuentes, VII duque de Abrantes,[11] VIII duque de Linares,[8] VII marqués de Sardoal,  VIII marqués de Puerto Seguro, IX marqués de Navamorcuende,[8]  VI conde de la Quinta de la Enjarada, XVII conde de Aguilar de Inestrillas, XIV marqués de Aguilafuente y VIII conde de la Mejorada.[8] Le sucedió su hermano:

- Ángel María de Carvajal y Fernández de Córdoba y Gonzaga (1793-20 de abril de 1839), X marqués de Valdefuentes,[13] VIII duque de Abrantes,[11] IX duque de Linares,[8] IX marqués de Puerto Seguro, VIII marqués de Sardoal,  X marqués de Navamorcuende,[8]  VII conde de la Quinta de la Enjarada, XVIII conde de Aguilar de Inestrillas, IX conde de la Mejorada, XV marqués de Aguilafuente, caballerizo mayor de la reina Isabel II, ballestero y montero mayor.

Casó el 1 de enero de 1813, en Cádiz, con Manuela Téllez Girón y Pimentel, II condesa de Coquinas, En 24 de diciembre de 1848, le sucedió su hijo:
- Ángel María de Carvajal y Téllez-Girón (Madrid, 20 de noviembre de 1815-Madrid, 3 de enero de 1890), XI marqués de Valdefuentes,[13] IX duque de Abrantes,[11] X duque de Linares,[13] IX marqués de Sardoal,  X marqués de Puerto Seguro, XI marqués de Navamorcuende,[13] VIII conde de la Quinta de la Enjarada, XIX conde de Aguilar de Inestrillas, X conde de la Mejorada, XVI marqués de Aguilafuente y XIV conde de Villalba.[13]

Casó en primeras nupcias, el 10 de febrero de 1840 con María África Fernández de Córdoba y Ponce de León (m. 1866), hija de Luis Fernández de Córdoba-Figueroa y Aragón, XIV duque de Medinaceli, y de su esposa María de la Concepción Ponce de León y Carvajal.  Contrajo un segundo matrimonio, el 27 de abril de 1874, con Josefa Jiménez Molina Jiménez (m. 1903). Le sucedió su hijo del segundo matrimonio:
- Guillermo de Carvajal y Jiménez de Molina (Madrid, 28 de octubre de 1871-1931), XII marqués de Valdefuentes.[15]

Casó el 16 de diciembre de 1897, en Madrid, con su sobrina carnal, María África de Carvajal y Quesada. Fueron padres de tres hijos: María África; Ángela; y Agustín de Carvajal y Carvajal, este último murió durante el proceso de rehabilitación.
Rehabilitado en 1981 por:
- José Manuel Zuleta de Reales y Carvajal (1927-San Fernando, Cádiz,15 de octubre de 1992), XIII marqués de Valdefuentes, XIII duque de Abrantes,[17] XIV duque de Linares,[17] XIII marqués de Sardoal, V marqués del Duero,[17] XIII conde de Lences, IX conde de Cancelada y XXIII conde de Belalcázar.[17]

Casó, el 2 de mayo de 1957, con Virginia Alejandro y García. Le sucedió su hijo:
- José Manuel de Zuleta y Alejandro (n. Melilla, 8 de diciembre de 1960),[17] XIV marqués de Valdefuentes, XIV duque de Abrantes,[17] XIV marqués de Sardoal,[18] VI marqués del Duero,[17] XXIV conde de Belalcázar,[17] X conde de Cancelada,[18] XV conde de Lences, XVIII conde de Casares y capitán de caballería.[18] Desde el 25 de junio de 2014 es el Jefe de la Secretaría de Su Majestad la Reina Letizia.[19]

Contrajo matrimonio, el 10 de mayo de 1986, con Ana Pérez de Guzmán y Lizasoain, hija del VI conde de la Marquina. Padres de Ana Luisa de Zuleta de Reales y Pérez de Guzmán, XV marquesa de Sardoal desde 2009.